# Lagaroceras nigroscutellatum
Lagaroceras nigroscutellatum är en tvåvingeart som beskrevs av Deeming 1981. Lagaroceras nigroscutellatum ingår i släktet Lagaroceras och familjen fritflugor.
Artens utbredningsområde är Nigeria. Inga underarter finns listade i Catalogue of Life.